# 東京都市計画道路幹線街路補助線街路第92号線
東京都市計画道路幹線街路補助線街路第92号線（とうきょうとしけいかくどうろかんせんがいろほじょせんがいろだい92ごうせん）、通称補助92号線は、東京都北区西ケ原一丁目から東京都荒川区西日暮里四丁目に至る、全長2.2 kmの都市計画道路である。

## 概要
- 起点 - 東京都北区西ケ原一丁目
- 終点 - 東京都荒川区西日暮里四丁目

## 建設
北区
北は西ケ原で放射10号線（本郷通り）と合流し、南側は都道458号（田端駅前通り）に接続する。山手線との交差部分を除くこの付近は整備済み。また田端二丁目地区土地区画整理事業、田端四丁目区画整理事業によって整備された区間があり、田端区間は9 mの道路を20 mに拡幅する工事が行われている。2021年現在、山手線との交差部分の架橋を含む中里三丁目と田端五丁目の接続工事が計画されている。なお、山手線と交差する橋梁が完成したのちは、付近にある山手線唯一の踏切である第二中里踏切が廃止される予定。
荒川区
北区田端一丁目から荒川区にあたる部分は未着手となっている。田端一丁目地内では土地区画整理事業に伴い一部に道路用地が確保された一方、荒川区西日暮里四丁目付近では地元住民の反対が多く進展していない。終点で、環状4号線（道灌山通り）と接続する。
かつては環状4号線から先、台東区の上野駅北側補助184号線まで約2520メートルの都市計画道路があったが、歴史的な街並みも多く残るため、第三次事業化計画において見直しが検討され、2020年10月27日付の東京都告示第1335号で削除された。